# Microgobius miraflorensis
Microgobius miraflorensis är en fiskart som beskrevs av Gilbert och Starks, 1904. Microgobius miraflorensis ingår i släktet Microgobius och familjen smörbultsfiskar. IUCN kategoriserar arten globalt som livskraftig. Inga underarter finns listade i Catalogue of Life.